# Saropogon wilcoxi
Saropogon wilcoxi là một loài ruồi trong họ Asilidae. Saropogon wilcoxi được Papavero miêu tả năm 1971. Loài này phân bố ở vùng Tân nhiệt đới.